# Departamento Lago Argentino
Lago Argentino es un departamento de la provincia de Santa Cruz, Argentina.
Está ubicado en el sudoeste de dicha provincia, limitando al norte con el departamento Río Chico, al sur con el de Güer Aike, al este con el de Corpen Aike y al oeste con  Chile.
El departamento posee una extensa cuenca lacustre, con el lago que le da el nombre como el más importante, así como el majestuoso atractivo de la presencia del glaciar Perito Moreno y otros glaciares del Campo de Hielo Patagónico Sur, paisajes protegidos por el parque nacional Los Glaciares.

Mapa del Parque Nacional Los Glaciares ubicado en el departamento.

## Demografía
El departamento, históricamente expulsor de población, comenzó a registrar a partir de los años '80 un progresivo aumento de las tasas de crecimiento poblacional, acelerándose sobre todo a partir del año 2000, generado sobre todo por las oportunidades laborales que crea el turismo en la región.
El censo 2022 informó una población de 25.586 habitantes con un ritmo estable de crecimiento poblacional entre los tres mayores de la provincia. Además, se registraron 12.870 mujeres y 12.716 hombres . Estos datos situaron al departamento con la tercera mayor densidad provincial y el tercer puesto en habitantes.
| Población | 2 189 | 2 092  | 1 994  | 2 517   | 3 940   | 7 500   | 18 864  | 25 586 |
| Variación | -     | -4,43% | -4,68% | +26,22% | +56,53% | +90,35% | +151,5% | +35.6% |

Fuente: Instituto Nacional de Estadísticas y Censos, INDEC

## Localidades y parajes
- El Calafate
- El Chaltén
- Tres Lagos
- Puerto Bandera

Parajes
- La Leona
- Gendarme Barreto
- La Ensenada
- Campo Anita